# Stephanothrips bradleyi
Stephanothrips bradleyi är en insektsart som beskrevs av Ian A. Hood 1927. Stephanothrips bradleyi ingår i släktet Stephanothrips och familjen rörtripsar. Inga underarter finns listade i Catalogue of Life.